# Toni Kallio
Toni Kallio (sinh ngày 9 tháng 8 năm 1978 tại Tampere) là một cầu thủ bóng đá Phần Lan hiện đang chơi cho Ykkönen. Vị trí ưa thích của anh là hậu vệ trái, nhưng anh cũng có thể chơi ở ttrung vệ và từng chơi ở vị trí tiền đạo trước khi anh gia nhập HJK. Biệt danh của anh là "Bonecrusher", biệt danh xuất phát từ thể hình cao to và phong cách chơi của anh.

## Sự nghiệp câu lạc bộ
Anh bắt đầu ở vị trí cầu thủ chạy cánh, nhưng lại chuyển sang vị trí hậu vệ trong thời gian ở câu lạc bộ Molde của Na Uy. Anh được biết đến với những bước chạy thần tốc và khả năng đánh đầu, nhờ vào chiều cao của mình. Tuy nhiên, anh cũng được biết đến với những sai lầm ngớ ngẩn trong đội tuyển quốc gia khi anh không được chơi ở vị trí ưa thích của mình.
Trước khi gia nhập Molde anh từng chơi cho các câu lạc bộ FC Jazz, TPV Tampere và HJK Helsinki ở Phần Lan. Anh đã giành được Cúp bóng đá Na Uy vào năm 2005. Năm 2007, anh có một thời gian ngắn thử việc tại Lokomotiv Moscow và chơi 3 trận cho Lokomotiv Moscow. Năm 2007 anh chuyển đến Young Boys ở Thụy Sĩ.
31 Tháng 1 năm 2008, Kallio gia nhập Fulham theo dạng cho mượn, cùng với Jari Litmanen. Anh có trận đầu tiên ở Fulham với Arsenal, trận đó Fulham giành chiến thắng 1-0. Anh đã ngay lập tức được bầu chọn là cầu thủ xuất sắc nhất trận đấu bởi độc giả truy cập trang web của BBC. Đến ngày 3 tháng 7 năm 2008, Kallio đã ký một hợp đồng hai năm với Fulham.
Kallio gia nhập Sheffield United theo một hợp đồng cho mượn một tháng vào cuối tháng 11 năm 2009, chỉ sau đó hơn một tuần, anh đã có trận ra mắt gặp câu lạc bộ Plymouth. Sau 2 trận đấu, Sheffield United quyết định gia hạn hợp đồng cho mượn đến hết tháng 1 năm 2010 nhưng chỉ vài giờ sau đó, huấn luyện viên Roy Hodgson đã gọi Kallio quay trở lại do câu lạc bộ đang gắp vấn đề chấn thương ở hàng phòng ngự.
Ngày 01 tháng 2 năm 2010, Kallio một lần nữa gia nhập Blades theo dạng cho mượn đến hết mùa giải.
Ngày 1 tháng 7 năm 2010, Fulham thông báo rằng câu lạc bộ đã thanh lý hợp đồng với Kallio.
Sau khi bị giải phóng hợp đồng với Fulham, Kallio gia nhập đội bóng Tippeligaen của Na Uy ở phần còn lại của mùa giải 2010. Nhưng chỉ một lần được ra sân từ ghế dự bị, hậu vệ 32 tuổi này đã bị giải phóng hợp đồng vào ngày 16 tháng 11 năm 2010.
Kallio ký hợp đồng vào đầu năm 2011 với câu lạc bộ Muangthong United FC tại giải Thai Premier League và giành được danh hiệu vô địch mùa giải 2010.
Ngày 19 Tháng 5 2011, sau khi bị Muangthong United F.C. chấm dứt hợp đồng, Kallio gia nhập câu lạc bộ FC Inter Turku ở Phần Lan vào ngày 8 Tháng Sáu, 2011.

## Thống kê sự nghiệp

### Đội tuyển quốc gia
Tính đến 18 tháng 8 năm 2011
| Đội tuyển Phần Lan | Đội tuyển Phần Lan | Đội tuyển Phần Lan |
| Năm                | Số trận            | Bàn Thắng          |
| ------------------ | ------------------ | ------------------ |
| 2000               | 5                  | 1                  |
| 2001               | 0                  | 0                  |
| 2002               | 3                  | 0                  |
| 2003               | 0                  | 0                  |
| 2004               | 4                  | 0                  |
| 2005               | 6                  | 0                  |
| 2006               | 9                  | 0                  |
| 2007               | 8                  | 0                  |
| 2008               | 8                  | 1                  |
| 2009               | 5                  | 0                  |
| 2010               | 1                  | 0                  |
| 2011               | 0                  | 0                  |
| Total              | 49                 | 2                  |

### Bàn thắng trên đấu trường quốc tế
Bàn thắng đầu tiên cho đội tuyển Phần Lan. 18 tháng 8 năm 2011.
| Bàn thắng của Toni Kallio | Bàn thắng của Toni Kallio | Bàn thắng của Toni Kallio | Bàn thắng của Toni Kallio | Bàn thắng của Toni Kallio | Bàn thắng của Toni Kallio |
| #                         | Ngày                      | Địa điểm                  | Đối thủ                   | Tỷ số                     | Giải đấu                  |
| ------------------------- | ------------------------- | ------------------------- | ------------------------- | ------------------------- | ------------------------- |
| 1.                        | 27 tháng 2 năm 2000       | Bangkok, Thái Lan         | Thái Lan                  | 1–5                       | giao hữu                  |
| 2.                        | 2 tháng 6 năm 2008        | Turku, Phần Lan           | Belarus                   | 1–1                       | giao hữu                  |